# فهرست اشیاء مصنوعی بر روی ماه

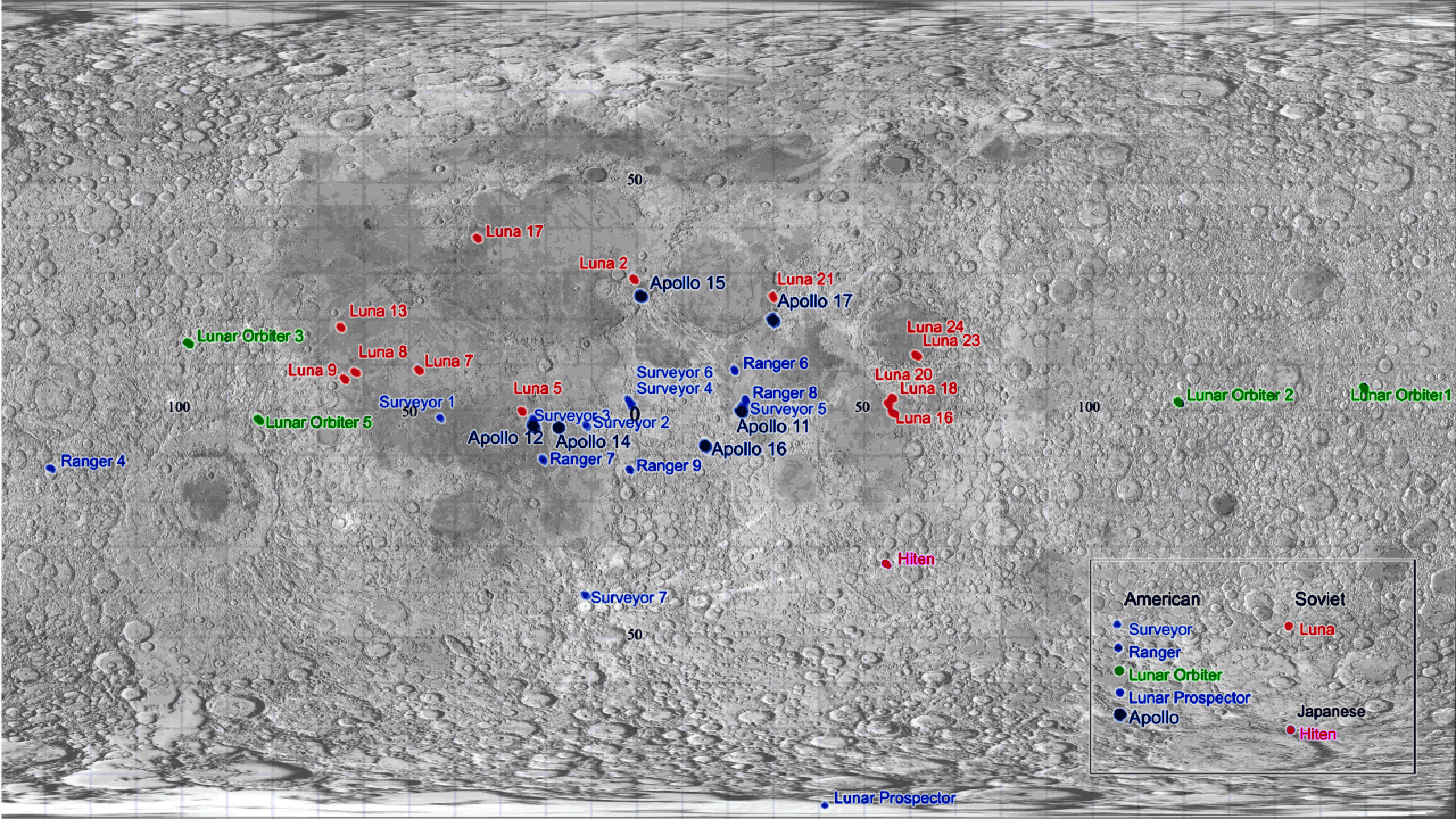
مکان‌های فضاپیماهای بزرگ روی ماه بر مبنای داده‌های بدست آمده از مأموریت کلمنتین

این فهرست شامل بخشی از اشیاء مصنوعی به‌جای مانده بر روی ماه است. جدول زیر به‌طور جداگانه اشیائی که کمتر مصنوعی باشند مانند پس‌بازتابگرها، بسته‌های آزمایش سطح ماه آپولو، ابزارهایی مانند یک چکش، یا اشیاء یادبودی، هنری یا شخصی به‌جا مانده از فضانوردان آپولو مانند پرچم ایالات متحده، پلاک‌های یادبود متصل به پلکان‌های ماه‌نشین آپولو، سنجاق فضانورد نقره‌ای که آلن بین به افتخار کلیفتن سی. ویلیامز، که او جانشین وی شده‌بود، انجیل برجای گذاشته‌شده توسط دیوید اسکات، تندیس فضانورد افتاده و پلاک یادبود به‌جا مانده از خدمهٔ آپولو ۱۵، لوح پیام حسن نیت آپولو ۱۱، یا توپ‌های گلفی که آلن شپارد در طول یک راهپیمایی روی ماه در مأموریت آپولو ۱۴ به آن‌ها ضربه زد را در بر نمی‌گیرد.
باقیمانده‌های پنج اس-آی‌وی‌بی مرحله سوم موشک‌های ساترن ۵ از برنامهٔ آپولو سنگین‌ترین قطعات تکی هستند که به سطح ماه فرستاده شدند. انسان‌ها بیش از ۱۸۷٬۴۰۰ کیلوگرم (۴۱۳٬۱۴۶ پوند) از موارد مختلف را بر روی سطح ماه برجای گذاشته‌اند، و ۳۸۰ کیلوگرم (۸۳۸ پوند) از سنگ‌های ماه توسط مأموریت‌های آپولو و لونا به‌زمین آورده شدند. تنها اشیاء مصنوعی برجای مانده بر روی ماه که هنوز مورد استفاده هستند، پس‌بازتابگرهای آزمایش‌های فاصله‌سنجی لیزری قمری هستند که توسط فضانوردان آپولو ۱۱، ۱۴ و ۱۵، و مأموریت‌های لوناخود ۱ و لوناخود ۲ در آن‌جا گذاشته شده‌اند.
اشیائی که بیش از ۹۰ درجه در شرق یا غرب قرار گرفته‌باشند، در سمت پنهان ماه هستند. این اشیاء شامل رنجر ۴، مدارگرد قمری ۱، مدارگرد قمری ۲ و مدارگرد قمری ۳ می‌شوند.

## شرح
| رنگ‌ها | رنگ‌ها                 |
| ----- | --------------------- |
|       | هیچ داده‌ای موجود نیست |
|       | داده‌های انتقال یافته  |
|       | عملیاتی               |

## فهرست اشیاء
| شیء مصنوعی                              | تصویر                                 | ملیت                                  | سال                                   | جرم (کیلوگرم) | وضعیت                                                                         | مکان                                                                                           |  |
| --------------------------------------- | ------------------------------------- | ------------------------------------- | ------------------------------------- | ------------- | ----------------------------------------------------------------------------- | ---------------------------------------------------------------------------------------------- |  |
| لونا ۲                                  |                                       | اتحاد جماهیر شوروی                    | ۱۹۵۹                                  | ۳۹۰٫۲         | به‌طور عمدی سقوط کرده‌است                                                       | ۲۹°۰۶′شمالی ۰°۰۰′شرقی / ۲۹٫۱°شمالی -۰°شرقی                                                     |  |
| مرحله سوم موشک وستوک لونا ۲             |                                       | اتحاد جماهیر شوروی                    | ۱۹۵۹                                  | ۹٬۱۰۰         | به‌طور عمدی سقوط کرده‌است                                                       | ۲۹°۰۶′شمالی ۰°۰۰′شرقی / ۲۹٫۱°شمالی -۰°شرقی                                                     |  |
| رنجر ۴                                  |                                       | ایالات متحده آمریکا                   | ۱۹۶۲                                  | ۳۳۱           | به‌طور عمدی سقوط کرده‌است                                                       | ۱۵°۳۰′جنوبی ۱۳۰°۴۲′غربی / ۱۵٫۵°جنوبی ۱۳۰٫۷°غربی                                                |  |
| رنجر ۶                                  |                                       | ایالات متحده آمریکا                   | ۱۹۶۴                                  | ۳۸۱           | به‌طور عمدی سقوط کرده‌است                                                       | ۹°۲۱′۲۹″شمالی ۲۱°۲۸′۴۸″شرقی / ۹٫۳۵۸°شمالی ۲۱٫۴۸۰°شرقی                                          |  |
| رنجر ۷                                  |                                       | ایالات متحده آمریکا                   | ۱۹۶۴                                  | ۳۶۵٫۷         | به‌طور عمدی سقوط کرده‌است                                                       | ۱۰°۳۸′جنوبی ۲۰°۳۶′غربی / ۱۰٫۶۳°جنوبی ۲۰٫۶۰°غربی                                                |  |
| لونا ۵                                  |                                       | اتحاد جماهیر شوروی                    | ۱۹۶۵                                  | ۱٬۴۷۴         | سقوط کرده‌است                                                                  | ۸° شمالی ۲۳° غربی / ۸°شمالی ۲۳°غربی                                                            |  |
| لونا ۷                                  |                                       | اتحاد جماهیر شوروی                    | ۱۹۶۵                                  | ۱٬۵۰۴         | سقوط کرده‌است                                                                  | ۹°۴۸′شمالی ۴۷°۴۸′غربی / ۹٫۸°شمالی ۴۷٫۸°غربی                                                    |  |
| لونا ۸                                  |                                       | اتحاد جماهیر شوروی                    | ۱۹۶۵                                  | ۱۰۰           | سقوط کرده‌است                                                                  | ۹°۰۶′شمالی ۶۳°۱۸′غربی / ۹٫۱°شمالی ۶۳٫۳°غربی                                                    |  |
| رنجر ۸                                  |                                       | ایالات متحده آمریکا                   | ۱۹۶۵                                  | ۳۶۷           | به‌طور عمدی سقوط کرده‌است                                                       | ۲°۳۸′۱۷″شمالی ۲۴°۴۷′۱۳″شرقی / ۲٫۶۳۸°شمالی ۲۴٫۷۸۷°شرقی                                          |  |
| رنجر ۹                                  |                                       | ایالات متحده آمریکا                   | ۱۹۶۵                                  | ۳۶۷           | به‌طور عمدی سقوط کرده‌است                                                       | ۱۲°۴۹′۴۱″جنوبی ۲°۲۳′۱۳″غربی / ۱۲٫۸۲۸°جنوبی ۲٫۳۸۷°غربی                                          |  |
| لونا ۹                                  |                                       | اتحاد جماهیر شوروی                    | ۱۹۶۶                                  | ۱۰۰           | فرود آمده‌است                                                                  | ۷°۰۵′شمالی ۶۴°۲۲′غربی / ۷٫۰۸°شمالی ۶۴٫۳۷°غربی                                                  |  |
| لونا ۱۰                                 |                                       | اتحاد جماهیر شوروی                    | ۱۹۶۶                                  | ۱٬۶۰۰         | سقوط کرده‌است (پس از مأموریت)                                                  | ؟                                                                                              |  |
| لونا ۱۱                                 |                                       | اتحاد جماهیر شوروی                    | ۱۹۶۶                                  | ۱٬۶۴۰         | سقوط کرده‌است                                                                  | ؟                                                                                              |  |
| لونا ۱۲                                 |                                       | اتحاد جماهیر شوروی                    | ۱۹۶۶                                  | ۱٬۶۷۰         | سقوط کرده‌است                                                                  | ؟                                                                                              |  |
| سورویور ۱                               |                                       | ایالات متحده آمریکا                   | ۱۹۶۶                                  | ۲۷۰           | فرود آمده‌است                                                                  | ۲°۲۸′۲۶″جنوبی ۴۳°۲۰′۲۰″غربی / ۲٫۴۷۴°جنوبی ۴۳٫۳۳۹°غربی                                          |  |
| لونا ۱۳                                 |                                       | اتحاد جماهیر شوروی                    | ۱۹۶۶                                  | ۱٬۷۰۰         | فرود آمده‌است                                                                  | ۱۸°۵۲′شمالی ۶۲°۰۳′غربی / ۱۸٫۸۷°شمالی ۶۲٫۰۵°غربی                                                |  |
| مدارگرد ماه ۱                           |                                       | ایالات متحده آمریکا                   | ۱۹۶۶                                  | ۳۸۶           | سقوط کرده‌است (پس از مأموریت)                                                  | ۶°۴۲′شمالی ۱۶۲°۰۰′شرقی / ۶٫۷۰°شمالی ۱۶۲°شرقی                                                   |  |
| سورویور ۲                               |                                       | ایالات متحده آمریکا                   | ۱۹۶۶                                  | ۲۹۲           | سقوط کرده‌است                                                                  | ۵°۳۰′جنوبی ۱۲°۰۰′غربی / ۵٫۵°جنوبی ۱۲°غربی                                                      |  |
| مدارگرد ماه ۲                           |                                       | ایالات متحده آمریکا                   | ۱۹۶۶                                  | ۳۸۵           | سقوط کرده‌است (پس از مأموریت)                                                  | ۳°۰۰′شمالی ۱۱۹°۰۰′شرقی / ۳٫۰°شمالی ۱۱۹°شرقی                                                    |  |
| مدارگرد ماه ۳                           |                                       | ایالات متحده آمریکا                   | ۱۹۶۶                                  | ۳۸۶           | سقوط کرده‌است (پس از مأموریت)                                                  | ۱۴°۱۸′شمالی ۹۷°۴۲′غربی / ۱۴٫۳°شمالی ۹۷٫۷°غربی                                                  |  |
| سورویور ۳                               |                                       | ایالات متحده آمریکا                   | ۱۹۶۷                                  | ۲۸۱           | فرود آمده‌است (قطعات توسط خدمهٔ آپولو ۱۲ بازیابی شدند)                          | ۳°۰۰′۵۴″جنوبی ۲۳°۲۵′۰۵″غربی / ۳٫۰۱۵°جنوبی ۲۳٫۴۱۸°غربی                                          |  |
| مدارگرد ماه ۴                           |                                       | ایالات متحده آمریکا                   | ۱۹۶۷                                  | ۳۸۶           | سقوط کرده‌است (پس از مأموریت)                                                  | ؟                                                                                              |  |
| سورویور ۴                               |                                       | ایالات متحده آمریکا                   | ۱۹۶۷                                  | ۲۸۳           | سقوط کرده‌است                                                                  | ۰°۲۴′شمالی ۱°۲۰′غربی / ۰٫۴°شمالی ۱٫۳۳°غربی                                                     |  |
| اکسپلورر ۳۵ (IMP-E)                     |                                       | ایالات متحده آمریکا                   | ۱۹۶۷                                  | ۱۰۴٫۳         | سقوط کرده‌است (پس از مأموریت)                                                  | ؟                                                                                              |  |
| مدارگرد ماه ۵                           |                                       | ایالات متحده آمریکا                   | ۱۹۶۷                                  | ۳۸۶           | سقوط کرده‌است (پس از مأموریت)                                                  | ۳° جنوبی ۸۳° غربی / ۳°جنوبی ۸۳°غربی                                                            |  |
| سورویور ۵                               |                                       | ایالات متحده آمریکا                   | ۱۹۶۷                                  | ۲۸۱           | فرود آمده‌است                                                                  | ۱°۲۷′۴۰″شمالی ۲۳°۱۱′۴۲″شرقی / ۱٫۴۶۱°شمالی ۲۳٫۱۹۵°شرقی                                          |  |
| سورویور ۶                               |                                       | ایالات متحده آمریکا                   | ۱۹۶۷                                  | ۲۸۲           | فرود آمده‌است                                                                  | ۰°۲۹′شمالی ۱°۲۴′غربی / ۰٫۴۹°شمالی ۱٫۴۰°غربی                                                    |  |
| سورویور ۷                               |                                       | ایالات متحده آمریکا                   | ۱۹۶۷                                  | ۲۹۰           | فرود آمده‌است                                                                  | ۴۰°۵۲′جنوبی ۱۱°۲۸′غربی / ۴۰٫۸۶°جنوبی ۱۱٫۴۷°غربی                                                |  |
| لونا ۱۴                                 |                                       | اتحاد جماهیر شوروی                    | ۱۹۶۸                                  | ۱٬۶۷۰         | سقوط کرده‌است                                                                  | ؟                                                                                              |  |
| مرحلهٔ نزول ال‌ام-۴ اسنوپی آپولو ۱۰       |                                       | ایالات متحده آمریکا                   | ۱۹۶۹                                  | ۲٬۲۱۱         | سقوط کرده‌است (پس از مأموریت)                                                  | ؟                                                                                              |  |
| مرحلهٔ نزول ال‌ام-۵ ایگل آپولو ۱۱         |                                       | ایالات متحده آمریکا                   | ۱۹۶۹                                  | ۲٬۰۳۴         | فرود آمده‌است                                                                  | ۰°۴۰′۲۷″شمالی ۲۳°۲۸′۲۳″شرقی / ۰٫۶۷۴۱°شمالی ۲۳٫۴۷۳۰°شرقی                                        |  |
| لونا ۱۵                                 |                                       | اتحاد جماهیر شوروی                    | ۱۹۶۹                                  | ۲٬۷۱۸         | سقوط کرده‌است                                                                  | ؟                                                                                              |  |
| مرحلهٔ صعود ال‌ام-۵ ایگل آپولو ۱۱         |                                       | ایالات متحده آمریکا                   | ۱۹۶۹                                  | ۲٬۱۸۴         | سقوط کرده‌است (پس از مأموریت)                                                  | ؟                                                                                              |  |
| مرحلهٔ نزول ال‌ام-۶ اینترپید آپولو ۱۲     |                                       | ایالات متحده آمریکا                   | ۱۹۶۹                                  | ۲٬۲۱۱         | فرود آمده‌است                                                                  | ۳°۰۰′۴۵″جنوبی ۲۳°۲۵′۱۸″غربی / ۳٫۰۱۲۴°جنوبی ۲۳٫۴۲۱۶°غربی                                        |  |
| مرحلهٔ صعود ال‌ام-۶ اینترپید آپولو ۱۲     |                                       | ایالات متحده آمریکا                   | ۱۹۶۹                                  | ۲٬۱۶۴         | سقوط کرده‌است (پس از مأموریت)                                                  | ۳°۵۶′جنوبی ۲۱°۱۲′غربی / ۳٫۹۴°جنوبی ۲۱٫۲۰°غربی                                                  |  |
| مرحلهٔ نزول لونا ۱۶                      |                                       | اتحاد جماهیر شوروی                    | ۱۹۷۰                                  | ۱٬۳۸۰         | فرود آمده‌است                                                                  | ۰°۴۱′جنوبی ۵۶°۱۸′شرقی / ۰٫۶۸°جنوبی ۵۶٫۳°شرقی                                                   |  |
| لونا ۱۷ و لوناخود ۱                     |                                       | اتحاد جماهیر شوروی                    | ۱۹۷۰                                  | ۵٬۶۰۰         | فرود آمده‌است                                                                  | ۳۸°۱۷′شمالی ۳۵°۰۰′غربی / ۳۸٫۲۸°شمالی ۳۵٫۰°غربی                                                 |  |
| اس-آی‌وی‌بی آپولو ۱۳ (اس-آی‌وی‌بی-۵۰۸)      |                                       | ایالات متحده آمریکا                   | ۱۹۷۰                                  | ۱۳٬۴۵۴        | به‌طور عمدی سقوط کرده‌است                                                       | ۲°۴۵′جنوبی ۲۷°۵۲′غربی / ۲٫۷۵°جنوبی ۲۷٫۸۶°غربی                                                  |  |
| لونا ۱۸                                 |                                       | اتحاد جماهیر شوروی                    | ۱۹۷۱                                  | ۱٬۸۸۰         | سقوط کرده‌است                                                                  | ۳°۳۴′شمالی ۵۶°۳۰′شرقی / ۳٫۵۷°شمالی ۵۶٫۵°شرقی                                                   |  |
| لونا ۱۹                                 |                                       | اتحاد جماهیر شوروی                    | ۱۹۷۱                                  | ۱٬۸۸۰         | سقوط کرده‌است                                                                  | ؟                                                                                              |  |
| اس-آی‌وی‌بی آپولو ۱۴ (اس-آی‌وی‌بی-۵۰۹)      |                                       | ایالات متحده آمریکا                   | ۱۹۷۱                                  | ۱۴٬۰۱۶        | به‌طور عمدی سقوط کرده‌است                                                       | ۸°۰۵′جنوبی ۲۶°۰۱′غربی / ۸٫۰۹°جنوبی ۲۶٫۰۲°غربی                                                  |  |
| مرحلهٔ نزول ال‌ام-۸ آنتارس آپولو ۱۴       |                                       | ایالات متحده آمریکا                   | ۱۹۷۱                                  | ۲٬۱۴۴         | فرود آمده‌است                                                                  | ۳°۳۸′۴۳″جنوبی ۱۷°۲۸′۱۷″غربی / ۳٫۶۴۵۳°جنوبی ۱۷٫۴۷۱۴°غربی                                        |  |
| مرحلهٔ صعود ال‌ام-۸ آنتارس آپولو ۱۴       |                                       | ایالات متحده آمریکا                   | ۱۹۷۱                                  | ۲٬۱۳۲         | سقوط کرده‌است (پس از مأموریت)                                                  | ۳°۲۵′جنوبی ۱۹°۴۰′غربی / ۳٫۴۲°جنوبی ۱۹٫۶۷°غربی                                                  |  |
| اس-آی‌وی‌بی آپولو ۱۵ (اس-آی‌وی‌بی-۵۱۰)      |                                       | ایالات متحده آمریکا                   | ۱۹۷۱                                  | ۱۴٬۰۳۶        | به‌طور عمدی سقوط کرده‌است                                                       | ۱°۳۱′جنوبی ۱۱°۴۹′غربی / ۱٫۵۱°جنوبی ۱۱٫۸۱°غربی                                                  |  |
| مرحله نزول ال‌ام-۱۰ فالکون آپولو ۱۵      |                                       | ایالات متحده آمریکا                   | ۱۹۷۱                                  | ۲٬۸۰۹         | فرود آمده‌است                                                                  | ۲۶°۰۷′۵۶″شمالی ۳°۳۸′۰۲″شرقی / ۲۶٫۱۳۲۲°شمالی ۳٫۶۳۳۹°شرقی                                        |  |
| ماه‌پیمای آپولو ۱۵ (ال‌آروی-۱)            |                                       | ایالات متحده آمریکا                   | ۱۹۷۱                                  | ۲۱۰           | فرود آمده‌است                                                                  | ۲۶°۰۵′شمالی ۳°۴۰′شرقی / ۲۶٫۰۸°شمالی ۳٫۶۶°شرقی                                                  |  |
| مرحله صعود ال‌ام-۱۰ فالکون آپولو ۱۵      |                                       | ایالات متحده آمریکا                   | ۱۹۷۱                                  | ۲٬۱۳۲         | سقوط کرده‌است (پس از مأموریت)                                                  | ۲۶°۲۲′شمالی ۰°۱۵′شرقی / ۲۶٫۳۶°شمالی ۰٫۲۵°شرقی                                                  |  |
| ماهوارهٔ فرعی آپولو ۱۵                   |                                       | ایالات متحده آمریکا                   | ۱۹۷۱                                  | ۳۶            | سقوط کرده‌است (پس از مأموریت)                                                  | ؟                                                                                              |  |
| مرحلهٔ نزول لونا ۲۰                      |                                       | اتحاد جماهیر شوروی                    | ۱۹۷۲                                  | <۵٬۷۲۷        | فرود آمده‌است                                                                  | ۳°۳۴′شمالی ۵۶°۳۰′شرقی / ۳٫۵۷°شمالی ۵۶٫۵°شرقی                                                   |  |
| اس-آی‌وی‌بی آپلو ۱۶ (اس-آی‌وی‌بی-۵۱۱)       |                                       | ایالات متحده آمریکا                   | ۱۹۷۲                                  | ۱۴٬۰۰۲        | به‌طور عمدی سقوط کرده‌است                                                       | ۱°۱۸′شمالی ۲۳°۴۸′غربی / ۱٫۳°شمالی ۲۳٫۸°غربی                                                    |  |
| مرحلهٔ نزول ال‌ام-۱۱ اوریون آپولو ۱۶      |                                       | ایالات متحده آمریکا                   | ۱۹۷۲                                  | ۲٬۷۶۵         | فرود آمده‌است                                                                  | ۸°۵۸′۲۳″جنوبی ۱۵°۳۰′۰۱″شرقی / ۸٫۹۷۳۰°جنوبی ۱۵٫۵۰۰۲°شرقی                                        |  |
| ماه‌پیمای آپولو ۱۶ (ال‌آروی-۲)            |                                       | ایالات متحده آمریکا                   | ۱۹۷۲                                  | ۲۱۰           | فرود آمده‌است                                                                  | ۸°۵۸′جنوبی ۱۵°۳۱′شرقی / ۸٫۹۷°جنوبی ۱۵٫۵۱°شرقی                                                  |  |
| مرحله صعود ال‌ام-۱۱ اوریون آپولو ۱۶      |                                       | ایالات متحده آمریکا                   | ۱۹۷۲                                  | ۲٬۱۳۸         | سقوط کرده‌است (پس از مأموریت)                                                  | ؟                                                                                              |  |
| ماهوارهٔ فرعی آپولو ۱۶                   |                                       | ایالات متحده آمریکا                   | ۱۹۷۲                                  | ۳۶            | سقوط کرده‌است (پس از مأموریت)                                                  | ؟                                                                                              |  |
| اس-آی‌وی‌بی آپولو ۱۷ (اس-آی‌وی‌بی-۵۱۲)      |                                       | ایالات متحده آمریکا                   | ۱۹۷۲                                  | ۱۳٬۹۶۰        | به‌طور عمدی سقوط کرده‌است                                                       | ۴°۱۳′جنوبی ۱۲°۱۹′غربی / ۴٫۲۱°جنوبی ۱۲٫۳۱°غربی                                                  |  |
| مرحلهٔ نزول ال‌ام-۱۲ چلنجر آپولو ۱۷       |                                       | ایالات متحده آمریکا                   | ۱۹۷۲                                  | ۲٬۷۹۸         | فرود آمده‌است                                                                  | ۲۰°۱۱′۲۷″شمالی ۳۰°۴۶′۱۸″شرقی / ۲۰٫۱۹۰۸°شمالی ۳۰٫۷۷۱۷°شرقی                                      |  |
| ماه‌پیمای آپولو ۱۷ (ال‌آروی-۳)            |                                       | ایالات متحده آمریکا                   | ۱۹۷۲                                  | ۲۱۰           | فرود آمده‌است                                                                  | ۲۰°۱۰′شمالی ۳۰°۴۶′شرقی / ۲۰٫۱۷°شمالی ۳۰٫۷۷°شرقی                                                |  |
| مرحلهٔ صعود ال‌ام-۱۲ چلنجر آپولو ۱۷       |                                       | ایالات متحده آمریکا                   | ۱۹۷۲                                  | ۲٬۱۵۰         | سقوط کرده‌است (پس از مأموریت)                                                  | ۱۹°۵۸′شمالی ۳۰°۳۰′شرقی / ۱۹٫۹۶°شمالی ۳۰٫۵۰°شرقی                                                |  |
| ۹۶ کیسه ضایعات انسانی                   |                                       | ایالات متحده آمریکا                   | ۱۹۶۹–۱۹۷۲                             |               |                                                                               |                                                                                                |  |
| لونا ۲۱ و لوناخود ۲                     |                                       | اتحاد جماهیر شوروی                    | ۱۹۷۳                                  | ۴٬۸۵۰         | فرود آمده‌است                                                                  | ۲۵°۵۱′شمالی ۳۰°۲۷′شرقی / ۲۵٫۸۵°شمالی ۳۰٫۴۵°شرقی                                                |  |
| اکسپلورر ۴۹ (RAE-B)                     |                                       | ایالات متحده آمریکا                   | ۱۹۶۹–۱۹۷۲                             | ۳۲۸           | سقوط کرده‌است                                                                  | ؟                                                                                              |  |
| لونا ۲۲                                 |                                       | اتحاد جماهیر شوروی                    | ۱۹۷۴                                  | ۴٬۰۰۰         | سقوط کرده‌است                                                                  | ؟                                                                                              |  |
| لونا ۲۳                                 |                                       | اتحاد جماهیر شوروی                    | ۱۹۷۴                                  | ۵٬۶۰۰         | فرود آمده‌است                                                                  | ~۱۲٫۷۵°شمالی، ~°۶۲٫۲شرقی                                                                       |  |
| مرحلهٔ نزول لونا ۲۴                      |                                       | اتحاد جماهیر شوروی                    | ۱۹۷۶                                  | <۵٬۸۰۰        | فرود آمده‌است                                                                  | ۱۲°۴۵′شمالی ۶۲°۱۲′شرقی / ۱۲٫۷۵°شمالی ۶۲٫۲°شرقی                                                 |  |
| هاگورومو / هیتن                         |                                       | ژاپن                                  | ۱۹۹۰                                  | ۱۲            | سقوط کرده‌است (مدار / سقوط تأیید نشده‌است)                                      | ؟                                                                                              |  |
| هیتن                                    |                                       | ژاپن                                  | ۱۹۹۳                                  | ۱۴۳           | به‌طور عمدی سقوط کرده‌است                                                       | ۳۴°۱۸′جنوبی ۵۵°۳۶′شرقی / ۳۴٫۳°جنوبی ۵۵٫۶°شرقی                                                  |  |
| اکتشاف‌گر ماه                            |                                       | ایالات متحده آمریکا                   | ۱۹۹۸                                  | ۱۲۶           | به‌طور عمدی سقوط کرده‌است                                                       | ۸۷°۴۲′جنوبی ۴۲°۲۱′شرقی / ۸۷٫۷°جنوبی ۴۲٫۳۵°شرقی                                                 |  |
| اسمارت-۱                                |                                       | آژانس فضایی اروپا                     | ۲۰۰۶                                  | ۳۰۷           | به‌طور عمدی سقوط کرده‌است                                                       | ۳۴°۱۵′۴۳″جنوبی ۴۶°۱۱′۳۵″غربی / ۳۴٫۲۶۲°جنوبی ۴۶٫۱۹۳°غربی                                        |  |
| کاوشگر مون ایمپکت (ام‌آی‌پی) / چاندریان-۱ |                                       | هند                                   | ۲۰۰۸                                  | ۳۵            | به‌طور عمدی سقوط کرده‌است                                                       | ۸۹°۴۶′جنوبی ۳۹°۲۴′غربی / ۸۹٫۷۶°جنوبی ۳۹٫۴۰°غربی.                                               |  |
| سلین آرستار (اوکینا)                    |                                       | ژاپن                                  | ۲۰۰۹                                  | ۵۳            | سقوط کرده‌است                                                                  | ۲۸°۱۲′۴۷″شمالی ۱۵۹°۰۱′۵۹″غربی / ۲۸٫۲۱۳°شمالی ۱۵۹٫۰۳۳°غربی                                      |  |
| چانگ ای ۱                               |                                       | چین                                   | ۲۰۰۹                                  | ۲٬۰۰۰         | به‌طور عمدی سقوط کرده‌است                                                       | ۱°۳۰′جنوبی ۵۲°۲۲′شرقی / ۱٫۵۰°جنوبی ۵۲٫۳۶°شرقی                                                  |  |
| مدارگرد اصلی سلین (کاگویا)              |                                       | ژاپن                                  | ۲۰۰۹                                  | ۱٬۹۸۴         | به‌طور عمدی سقوط کرده‌است                                                       | ۶۵°۳۰′جنوبی ۸۰°۳۰′شرقی / ۶۵٫۵°جنوبی ۸۰٫۵°شرقی                                                  |  |
| فضاپیمای شبان‌گر ال‌کراس                  |                                       | ایالات متحده آمریکا                   | ۲۰۰۹                                  | ۷۰۰           | به‌طور عمدی سقوط کرده‌است                                                       | ۸۴°۴۳′۴۴″جنوبی ۴۹°۲۱′۳۶″غربی / ۸۴٫۷۲۹°جنوبی ۴۹٫۳۶°غربی، ارتفاع -۳٫۸۰۹۰۹ کیلومتر (دهانهٔ کبئوس)  |  |
| ال‌کراس سانتور                           |                                       | ایالات متحده آمریکا                   | ۲۰۰۹                                  | ۲٬۲۷۰         | به‌طور عمدی سقوط کرده‌است                                                       | ۸۴°۴۰′۳۰″جنوبی ۴۸°۴۳′۳۰″غربی / ۸۴٫۶۷۵°جنوبی ۴۸٫۷۲۵°غربی، ارتفاع -۳٫۸۲۶۹۳ کیلومتر (دهانهٔ کبئوس) |  |
| گریل                                    |                                       | ایالات متحده آمریکا                   | ۲۰۱۲                                  | ۱۳۲٫۶         | سقوط کرده‌است (پس از مأموریت)                                                  | ۷۵°۳۷′شمالی ۲۶°۳۸′غربی / ۷۵٫۶۲°شمالی ۲۶٫۶۳°غربی                                                |  |
| چانگ ای ۳ و یوتو                        |                                       | چین                                   | ۲۰۱۳                                  | ۱٬۲۰۰         | مخابره‌های ماه‌پیما در مارس ۲۰۱۵ متوقف شد. فرودگر تا ژوئن ۲۰۱۸ عملیاتی بوده‌است. | ۴۴°۰۷′شمالی ۱۹°۳۱′غربی / ۴۴٫۱۲°شمالی ۱۹٫۵۱°غربی                                                |  |
| لَدی                                     |                                       | ایالات متحده آمریکا                   | ۲۰۱۴                                  | ۲۴۸٫۲         | به‌طور عمدی سقوط کرده‌است                                                       | لبهٔ شرقی دهانه وی سوندمن                                                                       |  |
| چانگ ای ۴                               |                                       | چین                                   | ۲۰۱۹                                  | ۱٬۲۰۰         | این فرودگر، ماه‌پیمای یوتو-۲ را مستقر کرد                                      | ۴۵°۳۰′جنوبی ۱۷۷°۳۶′شرقی / ۴۵٫۵°جنوبی ۱۷۷٫۶°شرقی                                                |  |
| برشیت                                   |                                       | اسرائیل                               | ۲۰۱۹                                  | ۱۵۰           | سقوط کرده‌است                                                                  | ۳۲°۳۵′۴۴″شمالی ۱۹°۲۰′۵۹″شرقی / ۳۲٫۵۹۵۶°شمالی ۱۹٫۳۴۹۶°شرقی                                      |  |
| لانگ‌جیانگ-۲                             |                                       | چین                                   | ۲۰۱۹                                  | ۴۷            | به‌طور عمدی سقوط کرده‌است                                                       | ~۳۰۰ کیلومتری در شمال محل سقوط مدارگرد ماه ۱                                                   |  |
| ماه‌پیمای پراگیان فرودگر ویکرام          |                                       | هند                                   | ۲۰۱۹                                  | ۱٬۴۷۱         | ارتباط با فرودگر در طول عملیات فرود از دست رفت                                | هدف‌گذاری شده ۷۰°۵۴′۱۰″جنوبی ۲۲°۴۶′۵۲″شرقی / ۷۰٫۹۰۲۶۷°جنوبی ۲۲٫۷۸۱۱۰°شرقی                       |  |
| مجموع جرم خشک تخمین زده شده (کیلوگرم)   | مجموع جرم خشک تخمین زده شده (کیلوگرم) | مجموع جرم خشک تخمین زده شده (کیلوگرم) | مجموع جرم خشک تخمین زده شده (کیلوگرم) | ۱۹۱٬۰۱۲       |                                                                               |                                                                                                |  |

## نگارخانه
|  |  |  |  |